# Karl August Nerger

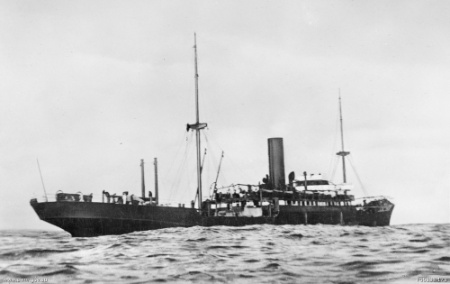
Papoea-Nieuw-Guinea. Stuurboord zicht van de Duitse bewapende hulpkruiser, SMS Wolf.

Karl-August Nerger (Rostock, 25 februari 1875 - het Russische concentratiekamp "Speziallager Nr. 7" Sachsenhausen, 12 januari 1947) was een Duits marineofficier. Hij bracht als bevelhebber van een hulpkruiser Wolf 35 geallieerde vrachtschepen tot zinken.

## Loopbaan
Karl August Nerger vocht voor Duitsland in een koloniaal conflict met China. In de Eerste Wereldoorlog vocht hij met zijn hulpkruiser en bij Helgoland. Hij werd met het IJzeren Kruis Ie en IIe Klasse, het Pour le Mérite, de Militaire Orde van Sint-Hendrik en de Beierse Militaire Max Jozef-orde gedecoreerd.
Vlak voor de Tweede Wereldoorlog werd Karl August Nerger schout-bij-nacht. Over zijn werkzaamheden in de Tweede Wereldoorlog is niets bekend, maar de Russen arresteerden hem omdat hij bij de contraspionageafdeling, de Abwehr van admiraal Wilhelm Canaris zou hebben gewerkt.

## Decoraties
- IJzeren Kruis 1914, 1e en 2e Klasse
- Pour le Mérite op 24 februari 1918[1]
- Ridder in de Saksische Militaire Orde van Sint-Hendrik op 25 februari 1918[2]
- Militaire Max Jozef-orde van Beieren op 28 maart 1918
- Hanseatenkruis van Bremen, Hamburg, Lübeck
- Militaire Orde van Sint-Hendrik
- Militaire Orde van Verdienste (Württemberg)
- Huisorde en Orde van Verdienste van Hertog Peter Friedrich Ludwig
- Huisorde van Hohenzollern
- Militair Kruis van Verdienste (Mecklenburg-Schwerin)
- Friedrich August-Kruis

## Documentaire
- Vorfahren gesucht (Teil 1), „War Großvater ein Nazi?“. WDR 2007 - Produziert von orangefilm GmbH, Köln, im Auftrag des WDR, Regie: Frank Wegerhoff, Buch: Heiko Schäfer

## Weblinks
- Report on the voyage of the Wolf
- Five Months on A German Raider The Adventures of an Englishman Captured by the „Wolf“ von Frederic George Trayes, Headley Bros. Publishers, Ltd., London; 1919 (als E-Book herunterladbar)
- http://www.wdr.de/themen/global/webmedia/webtv/getwebtv.phtml?ref=6120
- https://raiderwolf.com/ ("This is the story of the Wolf’s voyage, one of the most remarkable but least-known episodes of the First World War")